# José Roberto de Castro Neves
José Roberto de Castro Neves é um advogado, professor, escritor e jurista brasileiro, cujas obras versam sobretudo sobre o direito civil e William Shakespeare. É membro da Academia Brasileira de Letras e da Academia Brasileira de Letras Jurídicas.

## Carreira
Bacharel em Direito pela Universidade do Estado do Rio de Janeiro (UERJ), Mestre em Direito pela Universidade de Cambridge e Doutor em Direito Civil também pela UERJ. 
É advogado e professor de Direito Civil da Fundação Getúlio Vargas - Rio de Janeiro -, desde 2013 e da Pontifícia Universidade Católica do Rio de Janeiro desde 1996. Foi Professor de Direito Civil na Universidade do Estado do Rio de Janeiro entre 1996 e 2002, onde também lecionou no curso de pós-graduação. 
Autor prolífico de temas que versam sobre direito e literatura, publicara Ozymandias, seu primeiro romance, em 2025, pela Editora Intrínseca. 

## Obras
- O Código do Consumidor e as Cláusulas Penais (2004)
- Uma introdução ao Direito Civil - Parte Geral (2005)
- Direito das Obrigações (2008)
- Medida por Medida - O Direito em Shakespeare (2013)
- Contratos I (2019)
- A invenção do Direito (2018)
- Contratos II (2019)
- Medida por medida: O que o bardo nos ensina sobre justiça (2019)
- Como os advogados salvaram o mundo: a história da advocacia e sua contribuição para a humanidade (2020)
- Teoria Geral dos Contratos (2021)
- Shakespeare e os Beatles: O caminho do gênio (2021)
- Caixa de Palavras: Por que você deve ler (e o que ler) (2023)
- Direito e literatura: o que os advogados e juízes fazem com a palavra (2023)
- A Interpretação das Relações Contratuais (2024)
- Shakespeare ontem, hoje e amanhã, e amanhã, e amanhã: Por que Shakespeare é pop? (2024)
- Que é ser advogado? (2025)
- Ozymandias (2025)[3]

Como organizador, coautor ou coordenador
- O Mundo é um Palco: Shakespeare 400 Anos: um Olhar Brasileiro (2016)
- Ele, Shakespeare, visto por nós, os advogados (2017)
- Os grandes julgamentos da História (2018)
- Como os Advogados Salvaram o Mundo (2018)
- Os advogados vão ao cinema (2019)
- O que os grandes livros ensinam sobre justiça (2019)
- 130 Anos: Em Busca Da República (2019)
- O Mundo Pós-Pandemia (2020)
- Brasileiros (2020)
- Lições de Direito Imobiliário Homenagem a Sylvio Capanema de Souza (2020)
- O Advogado no Século XXI (2021)
- O Livro que Mudou a Minha Vida (2022)
- Música & Direito (2022)
- Os juristas que formaram o Brasil: Os advogados e juízes que construíram o nosso país (2024)
- Arbitragem e Mediação no Direito Privado e no Direito Público - Estudos em Homenagem a Selma Ferreira Lemes - Vol. I (2025)